# Stade (stad)
De Hanzestad Stade (in het Nederduits Stood) is een gemeente en tevens de hoofdstad van het Landkreis Stade in Nedersaksen. De stad ligt tussen Cuxhaven en Hamburg aan de oevers van de Schwinge. Stade telt 47.611 inwoners en heeft de status van selbständige Gemeinde.

## Geografie

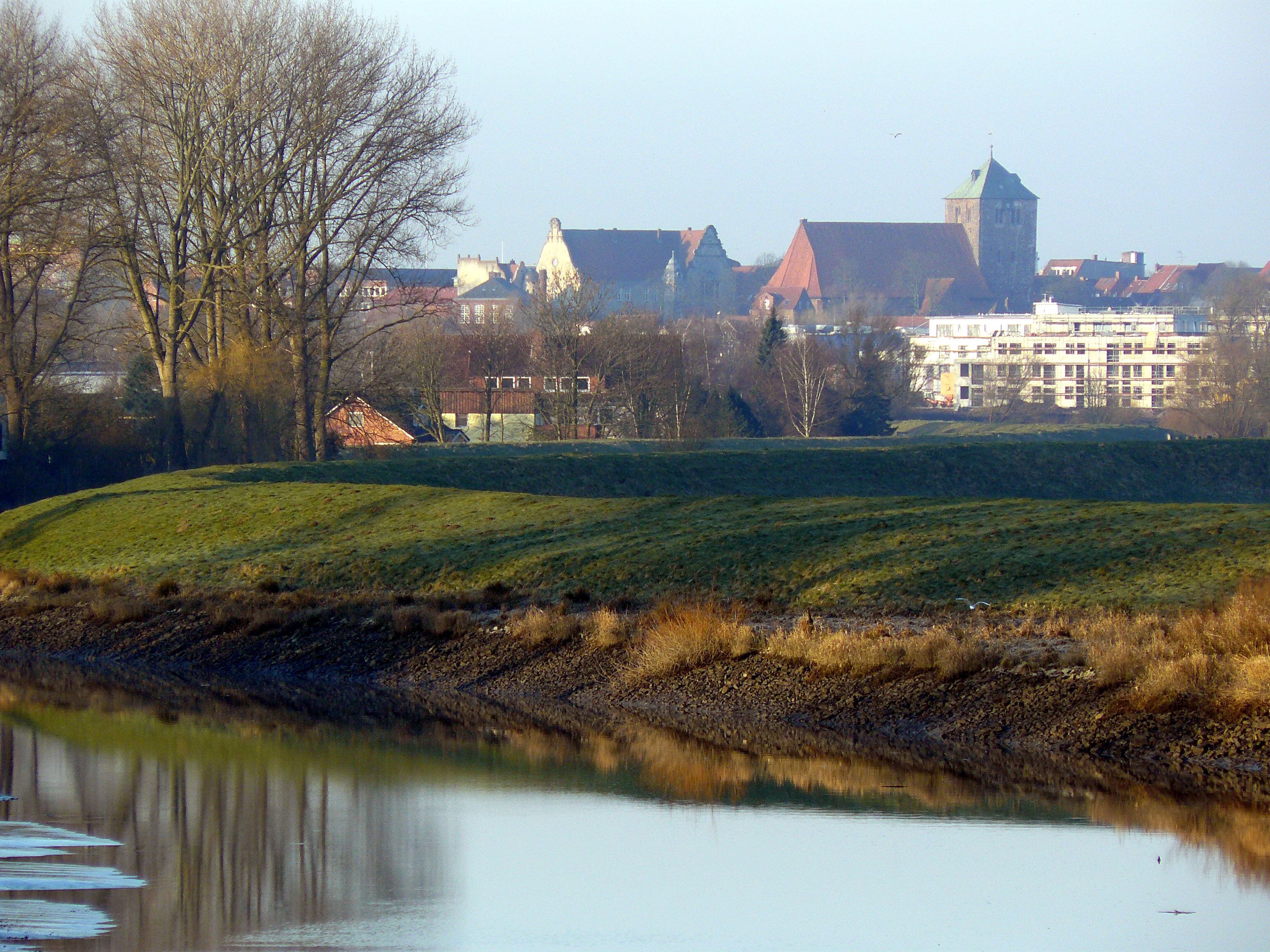
Aan de Schwinge bij Stade

Stade ligt tussen de landstreken Altes Land en Kehdingen aan de oevers van de Schwinge, die tot in de 20ste eeuw een belangrijke scheepvaartverbinding met de Elbe was. De stad ligt op de grens tussen de hoger gelegen zuidelijke zandige geest en de noordelijke vruchtbare, maar vaak overstroomde Elbe-meersen, een geologische scheidingslijn waarop de oudste steden (Stade, Buxtehude, Harburg, Winsen (Luhe), Stelle, Lüneburg) aan de linkeroever van het Elbe-estuarium ontstaan zijn, omdat er weinig overstromingsgevaar was. De stad ligt ongeveer 14 meter hoger dan de ingepolderde meersen.

### Bestuurlijke indeling van Stade
De gemeente Stade bestaat uit een stadsgebied, dat weer verder onderverdeeld is in wijken, en vier dorpen, namelijk Bützfleth, Haddorf, Hagen en Wiepenkathen. De dorpen beschikken in tegenstelling tot de stadswijken over een eigen dorpsraad.

### Stadsdelen

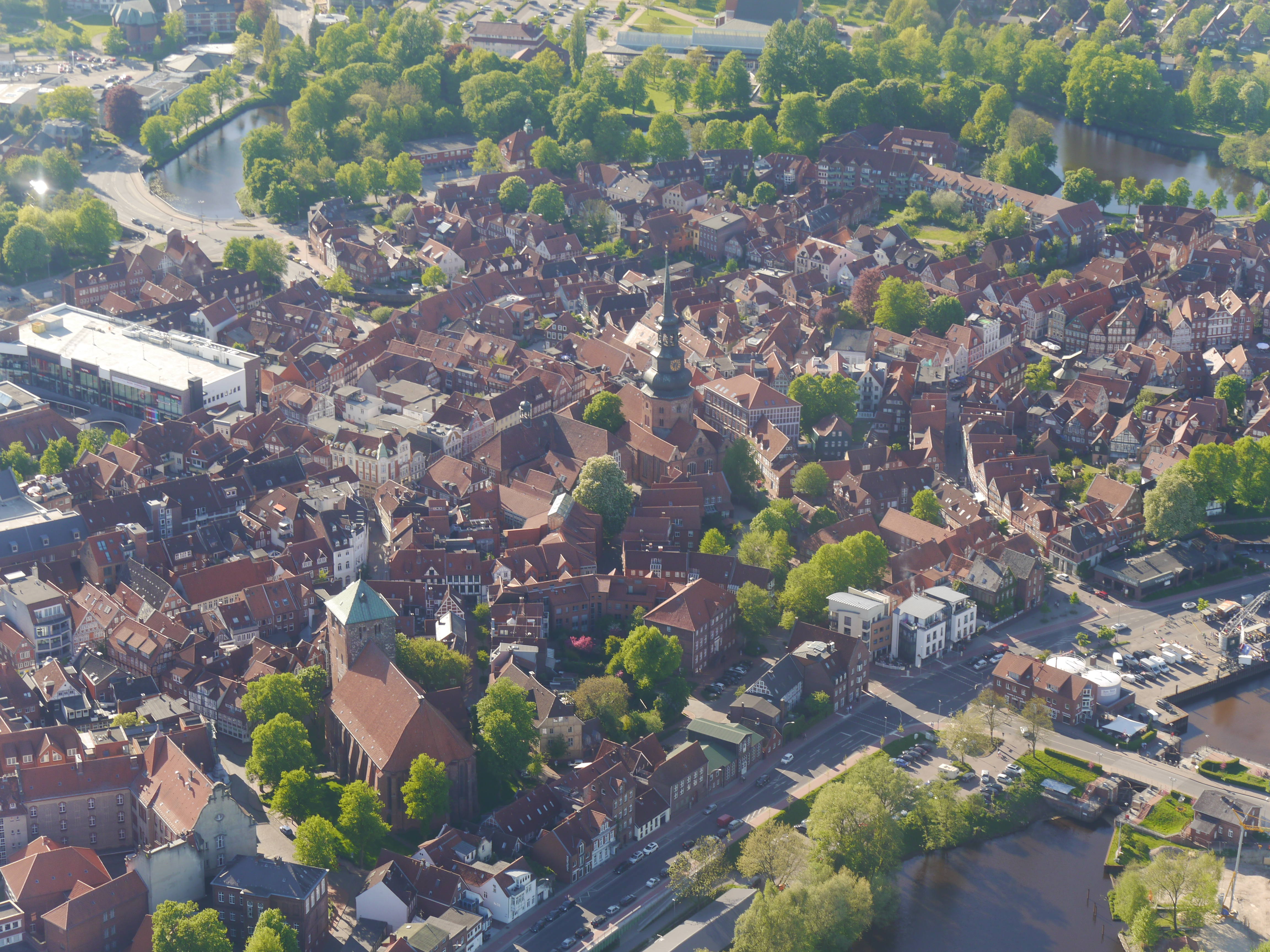
Luchtfoto centrum Stade, binnen de singel Burggraben

Het historisch centrum van de stad bevindt zich binnen de voormalige stadsmuur op het Schwinge-eiland. Toen de stad vol raakte aan het einde van de 19e eeuw werd de stadsomwalling afgebroken en tot groenstroken omgevormd en groeide hij verder aan de invalswegen. In deze tijd ontstonden de stadsdelen Kehdingertors Vorstadt in het noorden en de Schiffertors Vorstadt in het oosten. Vanaf de jaren 60 ontstonden wijken als Altländer Viertel, Campe, Klein Thun, Groß Thun, Hahle en Hohenwedel. Deze buitenwijken ontstonden op oude landerijen die verkaveld werden. Het jongste stadsdeel is Ottenbeck, een inbreiding in de jaren '90 op de terreinen van de voormalige Von-Goeben-kazerne.

## Geschiedenis
Stade is mogelijkerwijs de oudste stad van Noord-Duitsland. De eerste personen vestigden zich omstreeks 1000 v.Chr. in de omgeving van Stade. In de 8e eeuw ontstond een permanente nederzetting met een haven. In 994 werd de nederzetting door Vikingen geplunderd. Tevens werd de stad in dat jaar voor de eerste maal schriftelijk vermeld als Stethu. Na het uitsterven van de graven van Stade verviel de stad aan Hendrik de Leeuw. Na zijn afzetting in 1180 was er een geschil tussen het aartsbisdom Bremen en de Welfen die gezag over de stad uitvoerde. In 1209 verleende keizer Otto IV aan Stade het stadsrecht, het stapelrecht en de vrijstelling van de heervaart. Het is niet duidelijk wanneer Stade lid was of uitgesloten werd van de Hanze; pas in 2008 heeft de Nedersaksische regering de eretitel Hanzestad opnieuw toegekend. In 1279 schreef de gemeenteraad van Stade een grondwet die de geschiedenis zou ingaan als de Stader Statuten. Vanaf 1361 bezat Stade het recht bondgenootschappen aan te gaan, en was daarmee de facto een vrije Rijksstad. De bloeitijd van Stade duurde tot aan de Dertigjarige Oorlog. In 1628 veroverde Tilly de stad, die kort daarop werd veroverd door Zweedse troepen. De stad bleef in Zweeds bezit tot 1636. Na een Deense bezetting heroverden de Zweden de stad uiteindelijk in 1643 en behielden hierover zeggenschap (naast het Aartsbisdom Bremen, zie:Hertogdom Bremen-Verden). Bij de Vrede van Westfalen kreeg Zweden de gebieden officieel toegewezen.

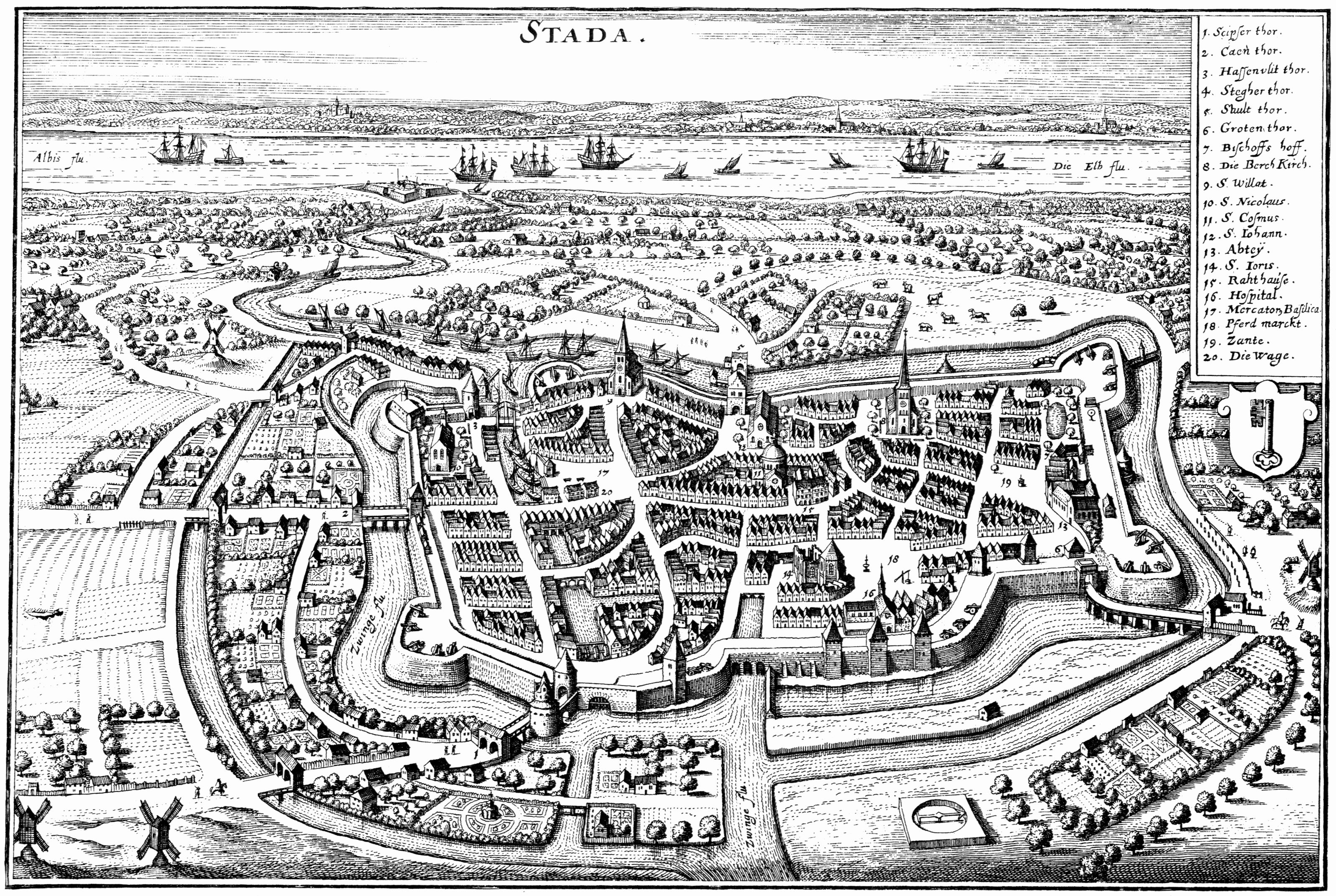
Plattegrond uit 1640

Bij de grote stadsbrand van 26 mei 1659 brandde twee derde van de stad tot de grond af. Bij de wederopbouw werd het oorspronkelijke stratenplan behouden. De Zweedse heerschappij eindigde in 1712. Hierna kwam er een periode dat Stade weer kort tot Denemarken behoorde, waarna het (na een Deense belegering) vanaf 1715 onderdeel werd van het keurvorstendom Hannover.
Gedurende de Tweede Wereldoorlog bleef de oorlogsschade in Stade beperkt.
Op 7 mei 1962 verongelukte een piloot van de Belgische luchtmacht met een Republic F-84 Thunderstreak. Hij stortte tijdens een oefenvlucht bij Stade in de Schwinge. Aannemelijk is dat de piloot tijdens het neerstorten nog een bocht heeft gemaakt, en zodoende wist te verhinderen dat het gevechtsvliegtuig op huizen in de stad stortte, hetgeen wellicht verscheidene anderen het leven zou hebben gekost. Hierdoor had de piloot geen tijd meer om door zijn schietstoel te activeren, zijn eigen leven te redden.
Tot aan de districtsherindeling van 1978 was het een landdrostambt of hoofdplaats van Regierungsbezirk in Nedersaksen.
Vanaf de Zweedse tijd is het een garnizoensstad geweest tot de uit de Vliegbasis Stade voortgekomen Von-Goeben-Kaserne in 1994 werd opgeheven.

## Politiek

### Gemeenteraad
De gemeenteraad van Stade telt 40 raadszetels die na de laatste verkiezingen (12 september 2021) als volgt verdeeld zijn:
| Partij                     | Zetels |
| -------------------------- | ------ |
| SPD                        | 12     |
| CDU                        | 12     |
| Bündnis 90/Die Grünen      | 6      |
| FDP                        | 3      |
| Wählergemeinschaft WG      | 2      |
| Onafhankelijke burgerlijst | 2      |
| Die Linke                  | 2      |
| Piraten                    | 1      |

### Burgemeester
Tot 2006 was burgemeester een onbezoldigde functie. Bij de gemeenteraadsverkiezingen op 10 september 2006 werd voor het eerst een bezoldigde burgemeester gekozen die ook voorzitter van het stadsbestuur werd. Bij de verkiezingen in 2011 werd Silvia Nieber van de SPD tot burgemeester gekozen. Tien jaar later werd zij opgevolgd door Sönke Hartlef (CDU).

### Wapenbeschrijving
Het gemeentewapen van Stade toont een azuur (of blauw) schild met een naar boven gerichte zilveren Petrussleutel, welke is afgeleid van het Aartsbisdom Bremen. Deze kan door muntvondsten tot de 13e eeuw worden gedateerd. In de 19e eeuw werden twee griffioenen en een lint met daarop de letters S.P.Q.ST. (afgekort Latijn voor Senatus Populusque Stadensis, hetgeen volk en de senaat van Stade betekent) toegevoegd.

### Jumelages
De gemeente Stade is een partnerschap aangegaan met:
- Gołdap, Polen
- Karlshamn, Zweden
- Givat Shmuel, Israël

## Economie en infrastructuur
In Stade zijn er meer dan 3200 bedrijven waar in totaal meer dan 25.000 mensen werken. De belangrijkste zijn Dow Chemie, Hydro Aluminium, Aluminium Oxid Stade GmbH en de Airbus. De stad heeft naast een uitgebreid scholennetwerk, samen met Buxtehude een ziekenhuis onder de naam Elbeklinikum.
De kerncentrale Stade, met een vermogen van 630 megawatt is in 2003 gesloten.  De ontmanteling ervan is anno 2021 nog gaande. Tot 2009 vonden gesprekken plaats voor de bouw van een kolencentrale. Blijkens een krantenartikel d.d. 27 april 2024 moet nu in 2028 een warmtekrachtcentrale aan de industriehaven in Bützfleth worden opgestart. Deze zal per schip aangevoerd afvalhout verstoken. Men verwacht ook, stadswarmte  aan enige wijken van Stade te kunnen leveren. Dezelfde krant wist op 21 maart 2024 te melden, dat de eerste Lng-terminal op land van Duitsland in Stade wordt gebouwd en in 2027 in gebruik genomen moet worden. 

### Verkeer
Stade wordt verkeerstechnisch ontsloten door de B 73, de B 74 en de regionale spoorlijn Hamburg-Cuxhaven (Duitse aanduiding Kursbuchstrecke 121). De in aanbouw zijnde snelweg A 26 is bedoeld om de B 73 te ontlasten.
Door de toekomstige uitbreiding van de snelwegen A 20 en de A 22 is het de bedoeling dat er meer bedrijven naar Stade worden gelokt om het werkloosheidscijfer te laten dalen.
Lijn S3 van de S-Bahn van Hamburg verbindt Stade om het uur met de Hamburgse agglomeratie (om de 20 minuten in de spitsuren).

### Havens

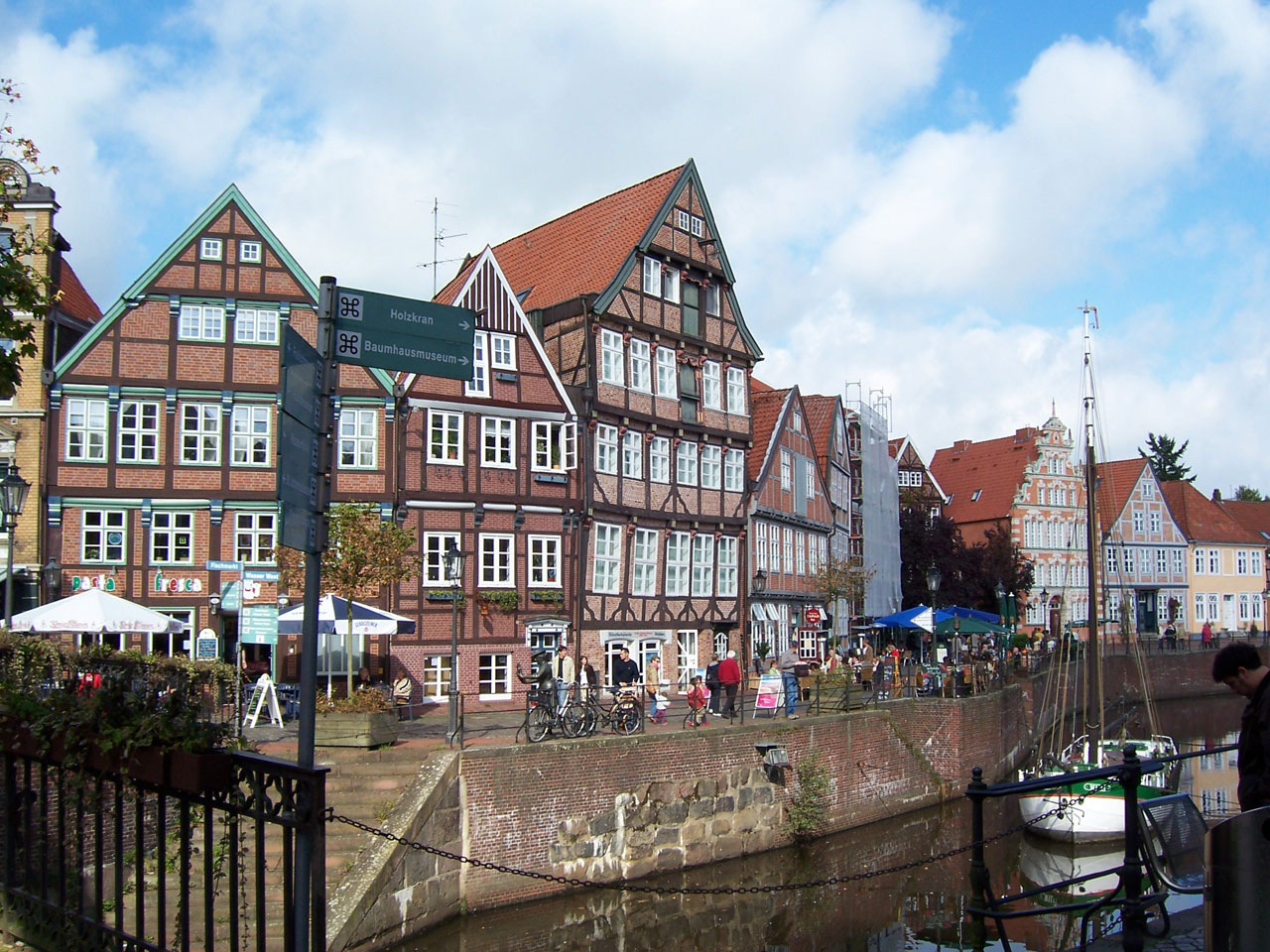
Vakwerkhuizen aan de oude Hanzehaven
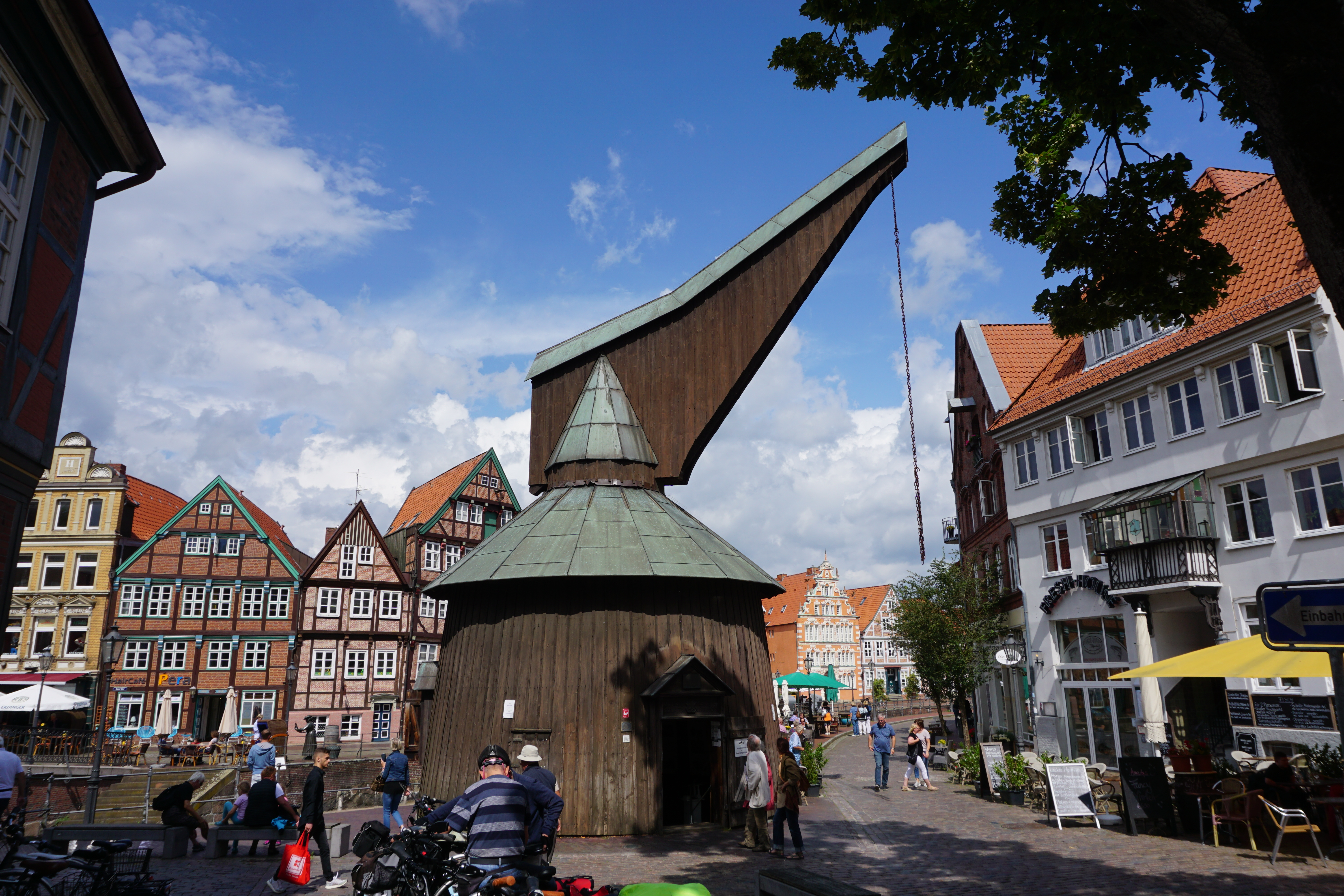
Replica (1977) van een laat-middeleeuwse kraan met tredmolen (Tretkran) in deze haven
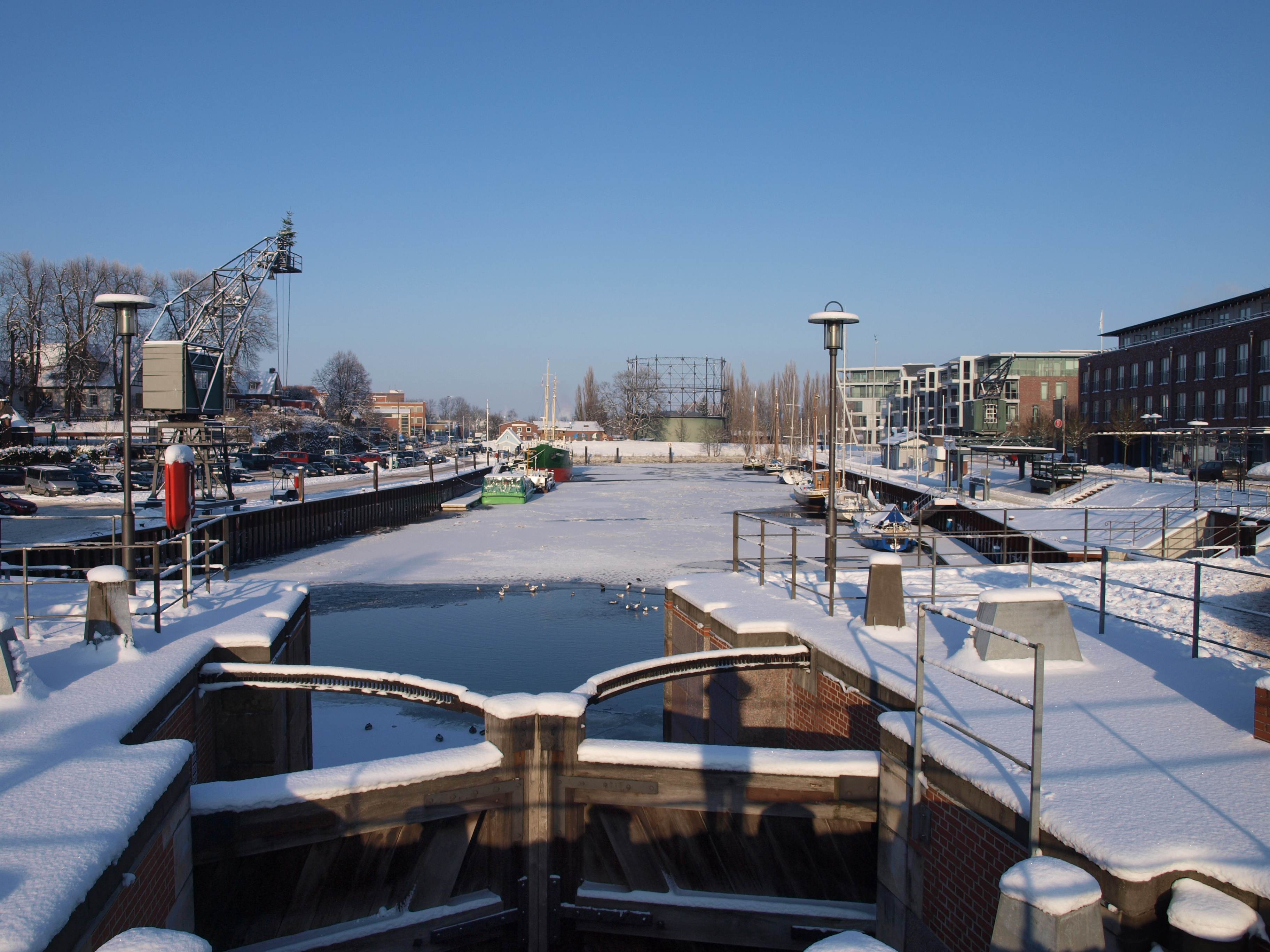
Stadshaven met sluis (winter 2010)
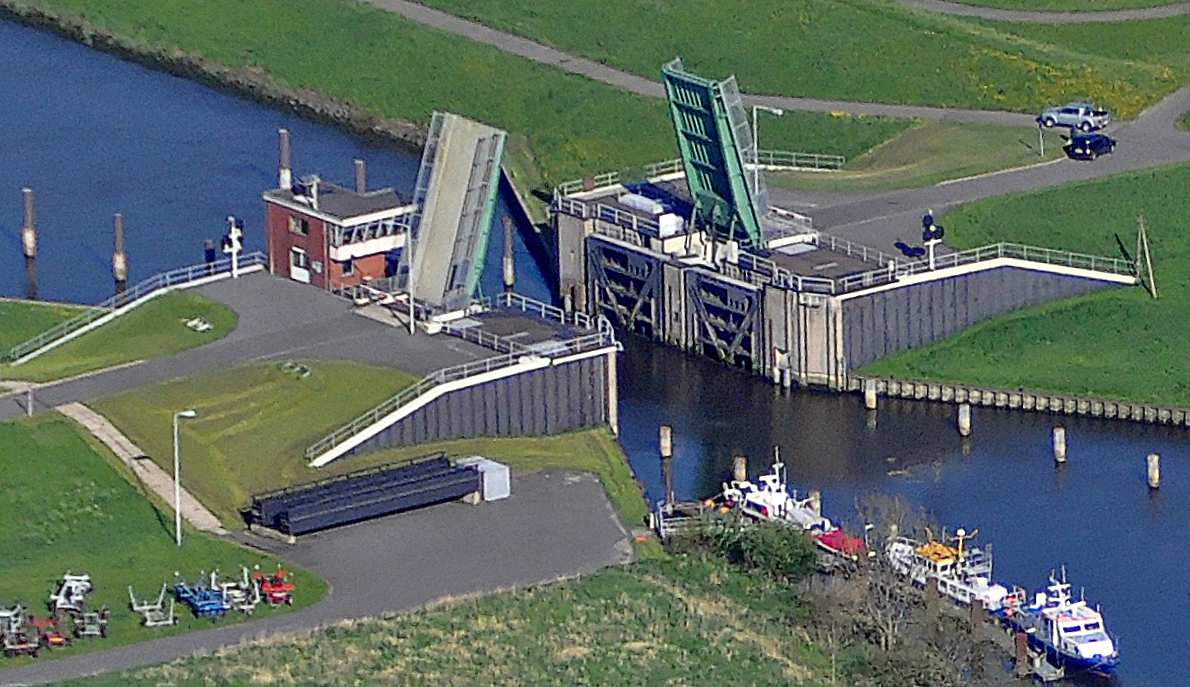
Stormvloedkering in de Schwinge (Schwingesperrwerk) bij Stade (2012)
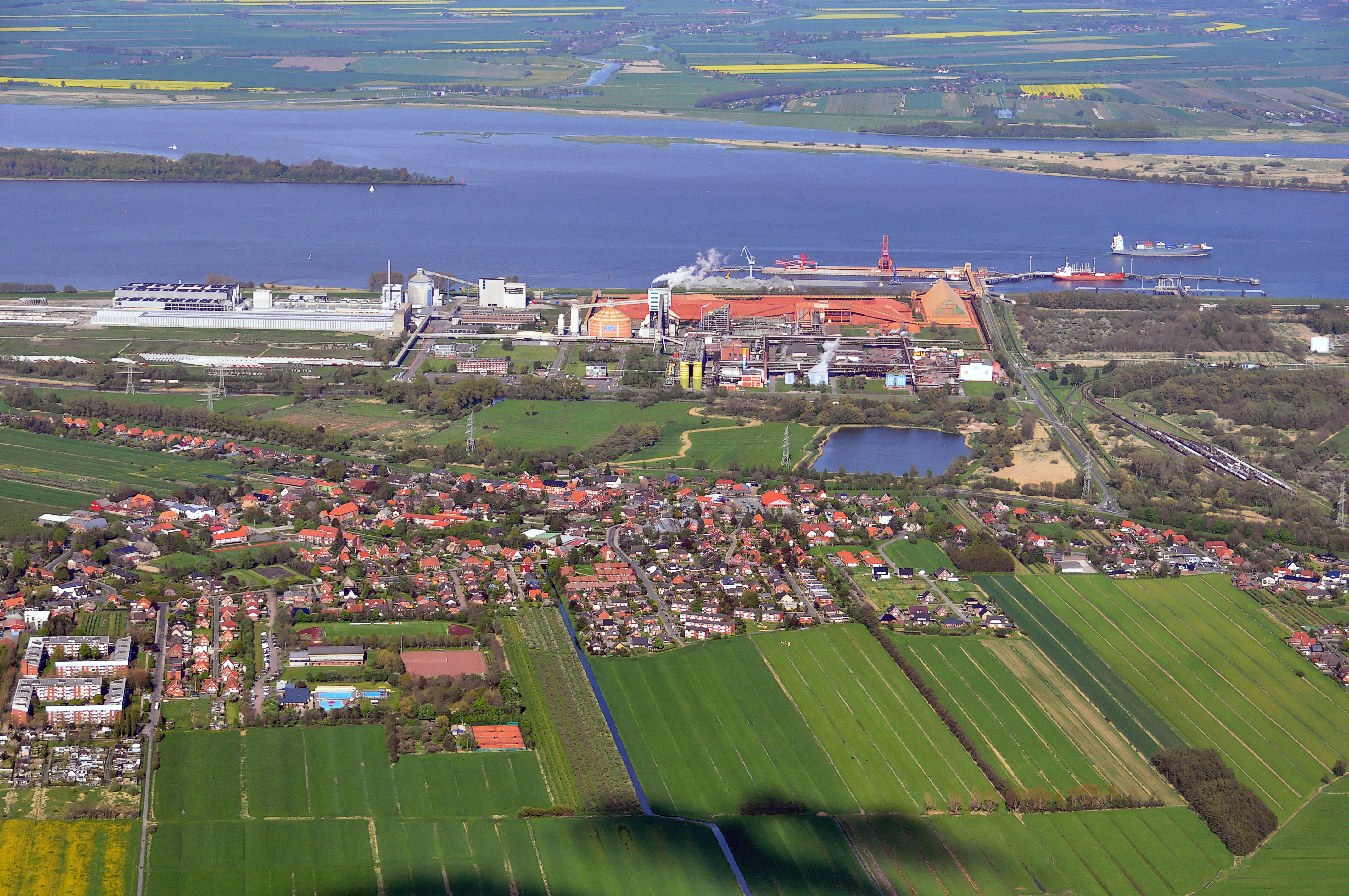
Industriehaven bij Stade-Bützfleth (voorgrond)

Stade heeft in het stadsdeel Bützfleth een zeehaven aan de Elbe (Industriehafen), die schepen met een maximale lengte van 270 meter en een maximale diepgang van 14 meter kan afhandelen. Hij wordt vooral gebruikt voor overslag van producten voor de aluminiumindustrie en de chemische industrie.
De oude stad telt drie havens: de Alter Hansehafen, de 19e-eeuwse stadshaven en de door een sluis daarvan gescheiden voormalige houthaven. De beide laatste havens dienen vooral voor de pleziervaart.

## Bezienswaardigheden

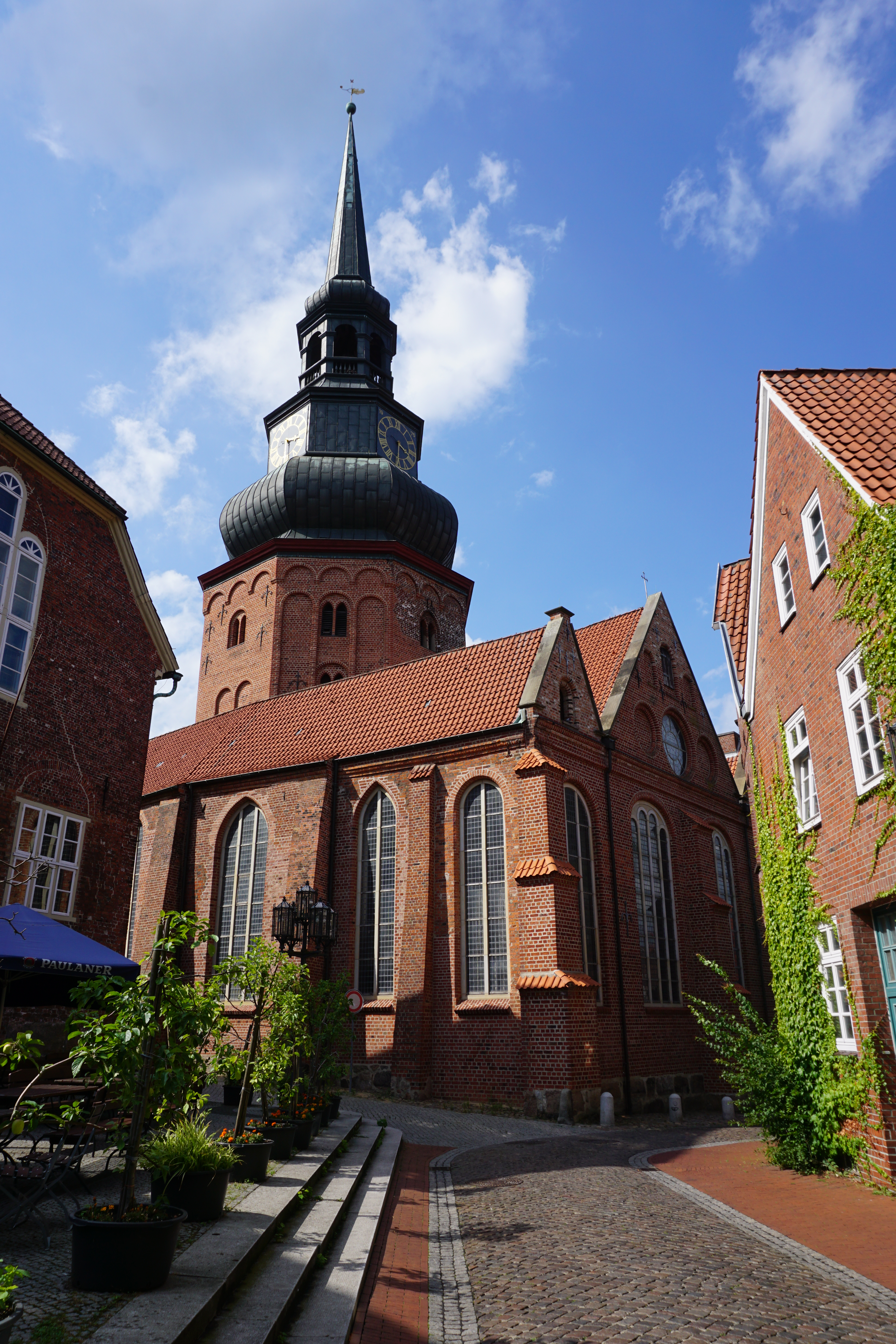
Cosmas- en Damianuskerk
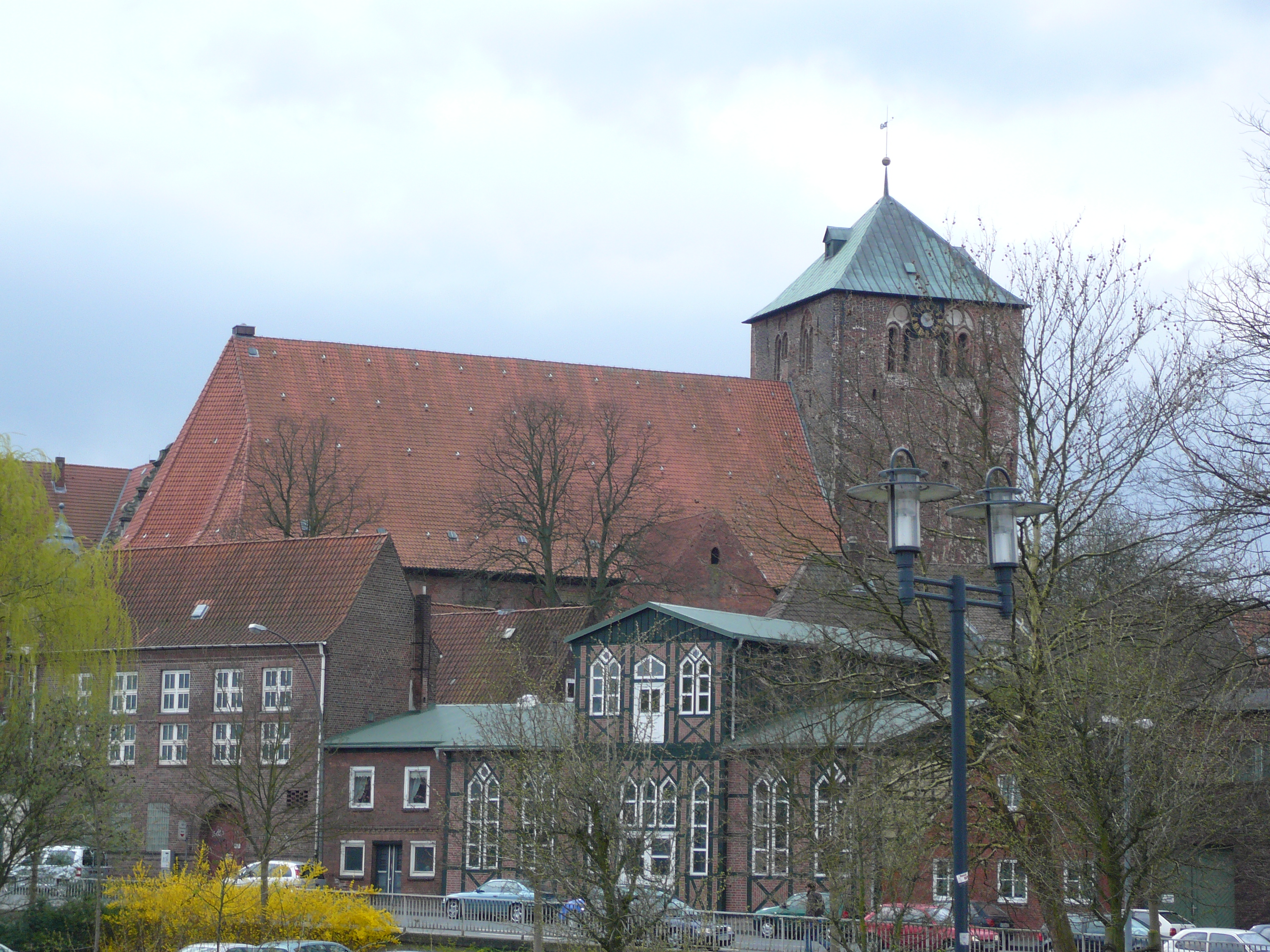
St. Willehadus-kerk
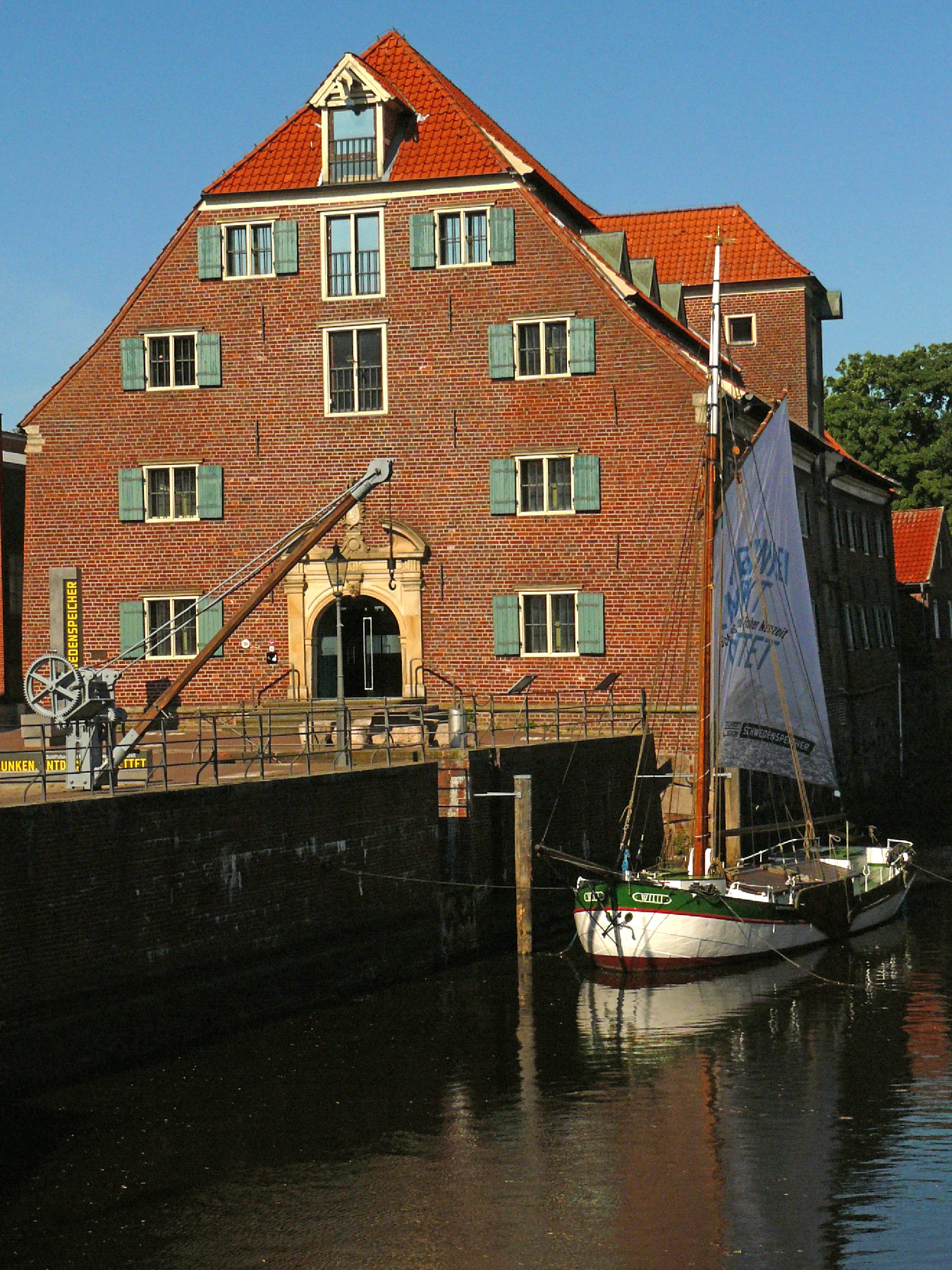
Museum Schwedenspeicher in een 17e-eeuws pakhuis, Oude Hanzehaven
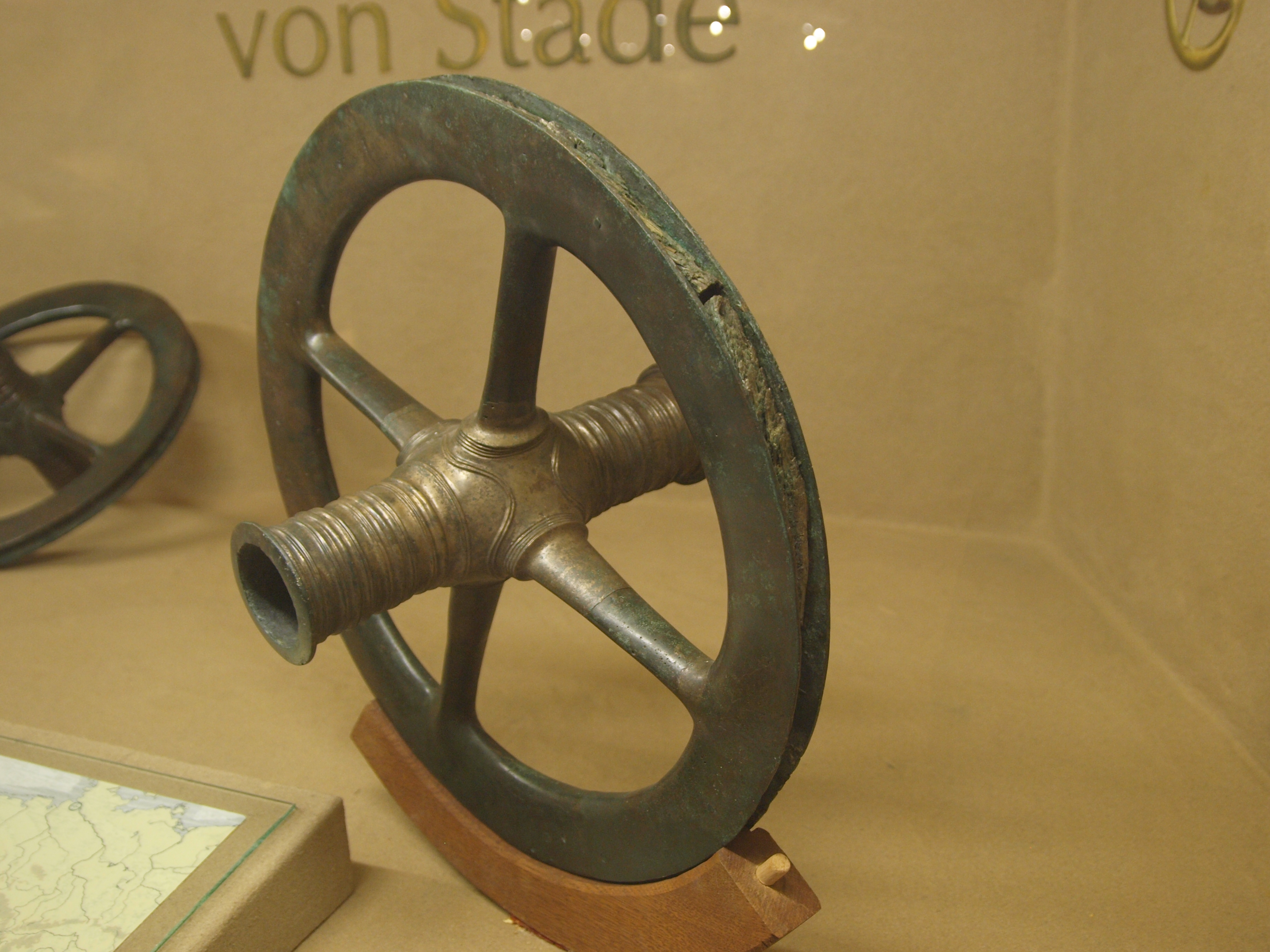
Eén van de in Stade gevonden bronzen wielen
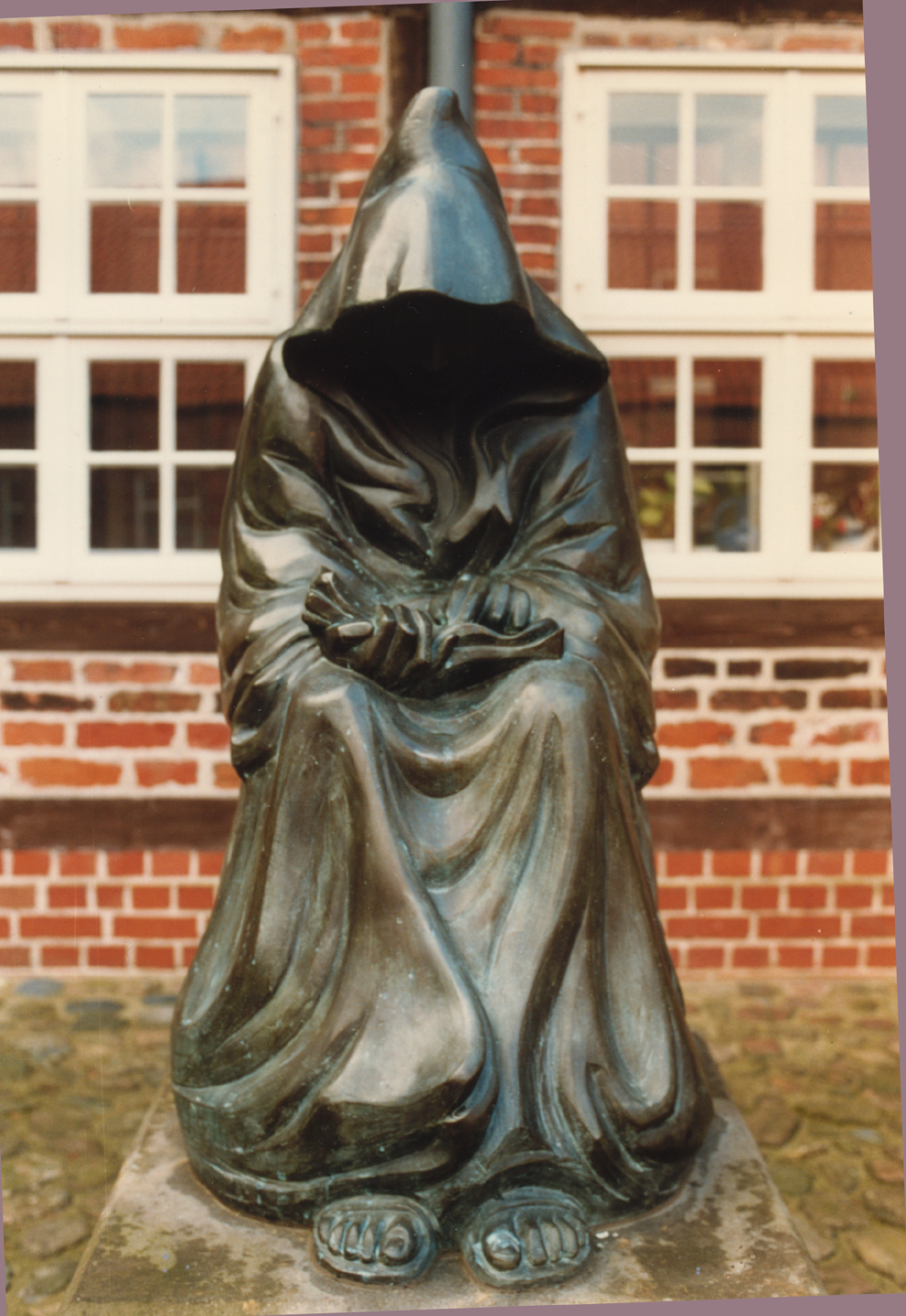
Sculptuur Lezende monnik, vóór het voormalige klooster te Stade (maker: Carsten Eggers)
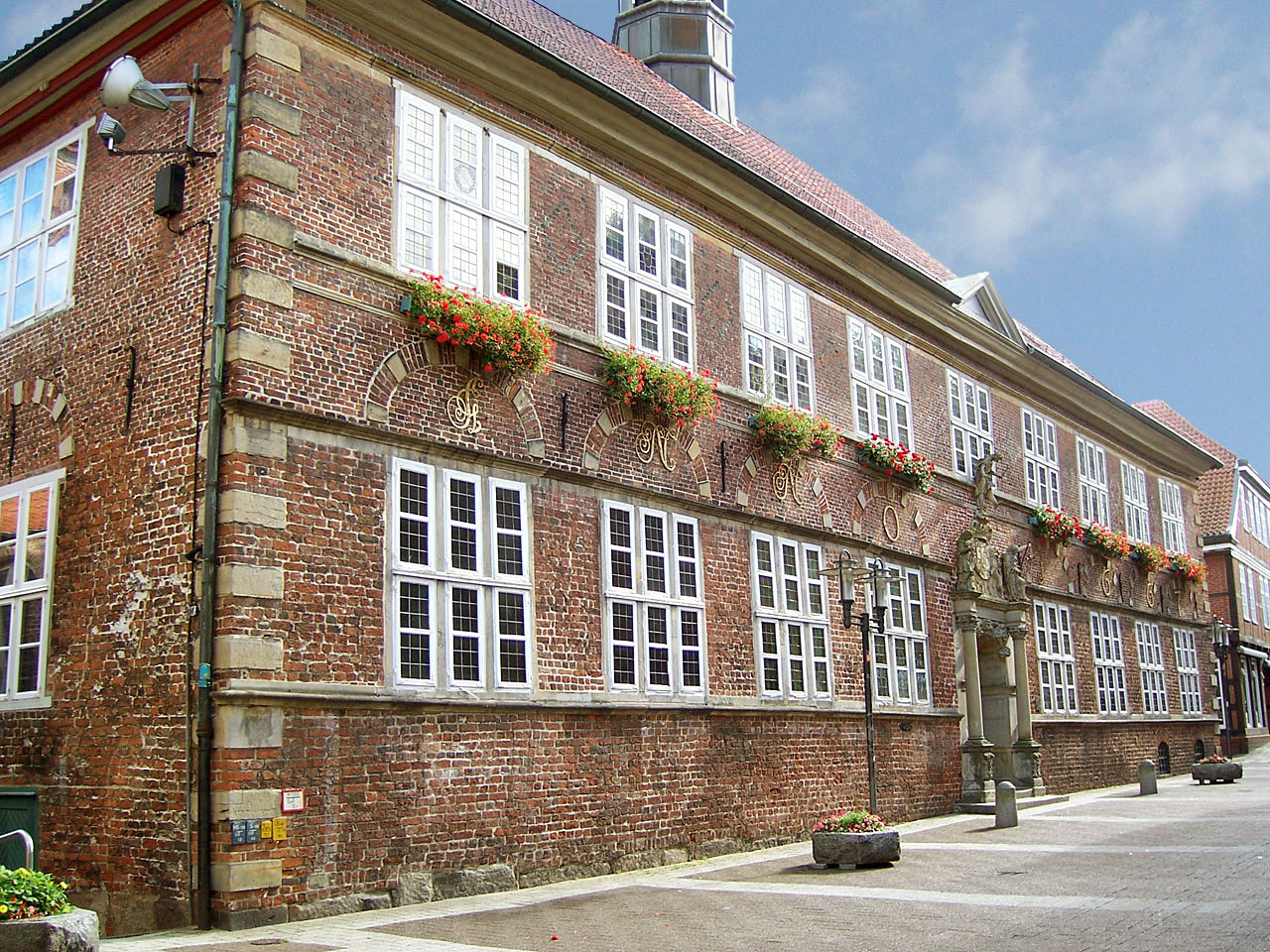
Oude Raadhuis
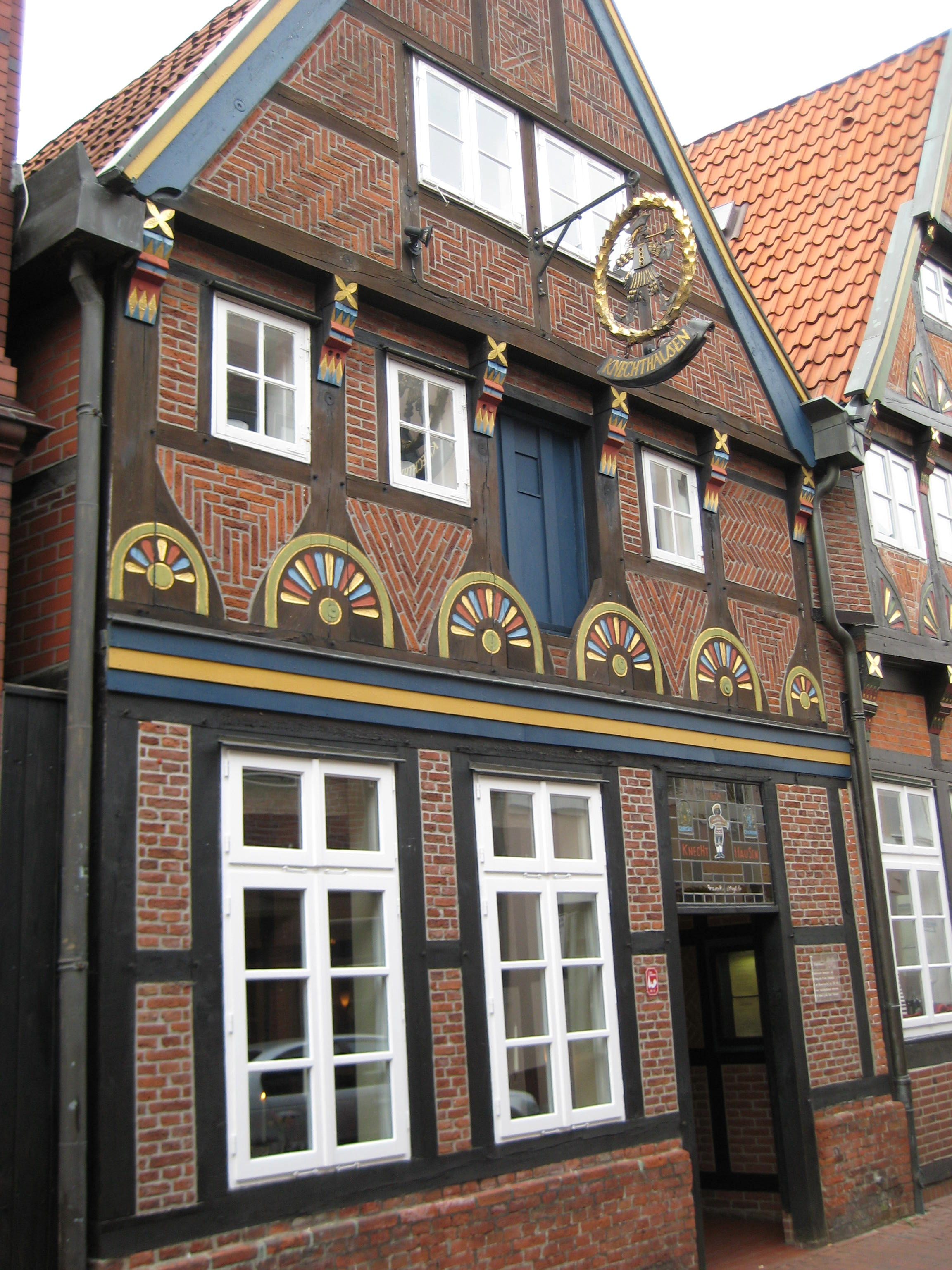
Huis Knechthausen
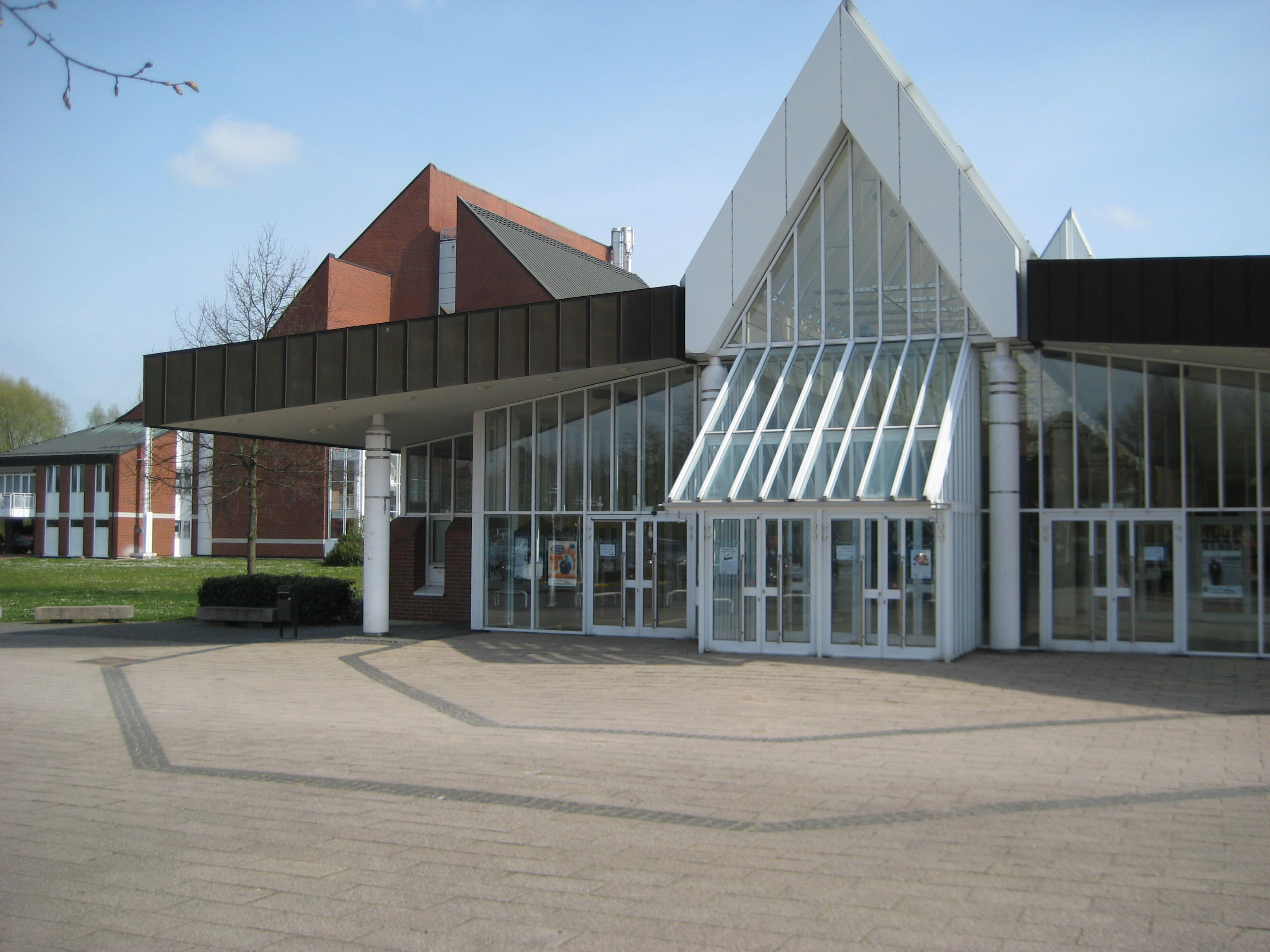
Stadeum

- H.H. Cosmas en Damianuskerk
- Sint-Willehaduskerk
- Museum Schwedenspeicher, gevestigd in een ten tijde van de Zweedse heerschappij in de 17e eeuw gebouwd havenpakhuis, is het historische en archeologische museum voor Stade en omstreken. De archeologische collectie omvat o.a. vier bronzen wielen van een waarschijnlijk voor rituelen gebruikte wagen. De 11,5 kilogram per stuk wegende wielen zijn in Stade in 1919 ontdekt bij wegwerkzaamheden en dateren vermoedelijk uit de Urnenveldencultuur, 10e of 9e eeuw v.Chr..
- Oude Stadhuis in een overgangsstijl van Wezerrenaissance en barok (1667), in gebruik voor kleinschalige evenementen van allerlei soort
- De gehele, na de brand van 1659 herbouwde binnenstad is rijk aan schilderachtige oude huizen. Ook staan er enige opvallende sculpturen in de open ruimte.
- In 1989 kwam het multifunctionele gebouw Stadeum gereed. Het wordt gebruikt als concert-, toneel- en operazaal, locatie voor lezingen, congressen e.d..

## Geboren
- Maria Aurora von Königsmarck (1662 – 1728), prinses
- August Karl von Goeben (1816 – 1880), Pruisisch generaal
- Carsten Eggers (18 mei 1957 – 29 september 2021 te Hamburg), beeldend kunstenaar, vooral beeldhouwer in realistische stijl
- Tabea Kemme (1991), Duits voetbalster
- Marnon-Thomas Busch (8 december 1994), voetballer